# Actinodura nipalensis
Actinodura nipalensis là một loài chim trong họ Leiothrichidae.